# Gotartowice

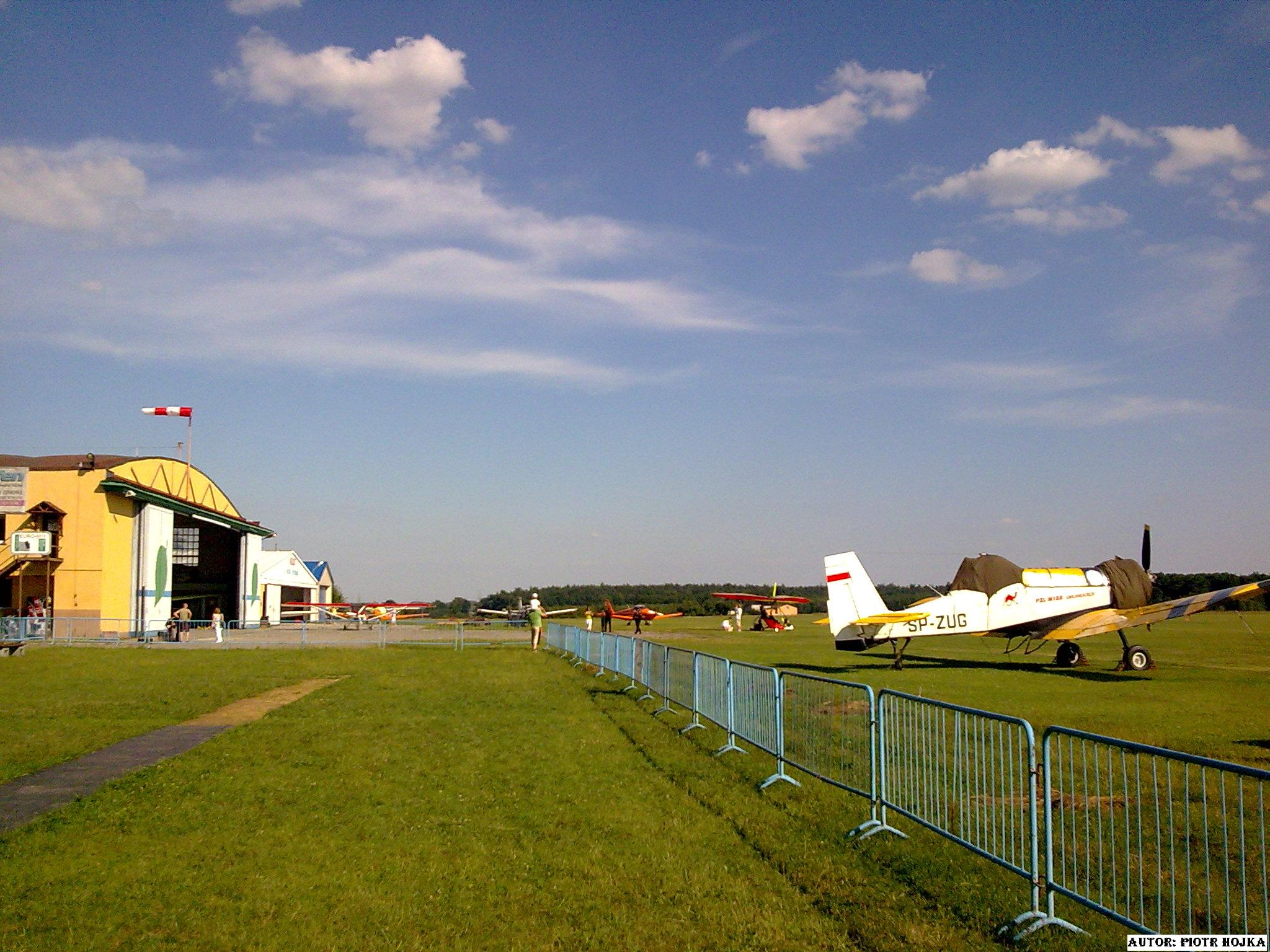
Lotnisko rybnickie w Gotartowicach

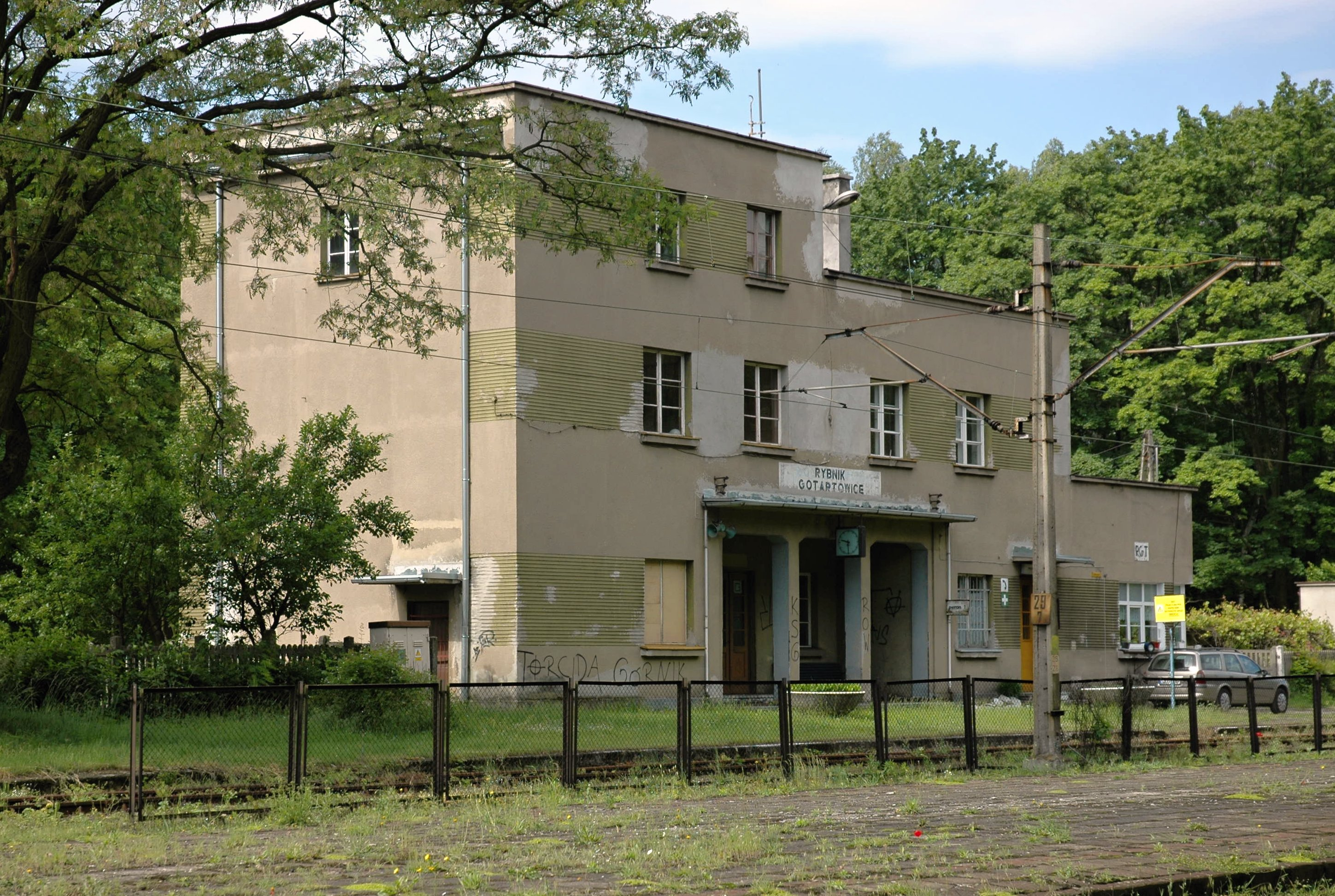
Przystanek kolejowy Rybnik Gotartowice

Gotartowice (niem. Gottartowitz) – część miasta i dzielnica Rybnika, dawniej osada rolnicza. Liczba mieszkańców ok. 3654. Znajduje się tutaj lotnisko Rybnik-Gotartowice. W granicach miasta Boguszowice od 1 stycznia 1973 a Rybnika od 1975.
W latach 1954–1972 wieś należała i była siedzibą władz gromady Gotartowice.

## Nazwa
W Liber fundationis episcopatus Vratislaviensis spisanej w latach 1295-1305 wymienione są w zlatynizowanej formie Gothartovitz we fragmencie Gothartovitz decima solvitur more polonico, jako miejscowość położona w pobliżu Rybnika, Żor i Wodzisławia. Miejscowość była wtedy osobną wsią założoną na prawie polskim iure polonico płacącą dziesięcinę biskupstwu wrocławskiemu i została wchłonięta przez miasto w procesach urbanizacyjnych stając się obecną dzielnicą miasta Rybnik.
W alfabetycznym spisie miejscowości na terenie Śląska wydanym w 1830 roku we Wrocławiu przez Johanna Knie wieś występuje pod polską nazwą Gottartowice oraz niemiecką Gottartowitz.

## Historia
Najdawniejszej przeszłości Gotartowic, jako małej osady rolniczej nie można przedstawić w oderwaniu od historii Śląska, ściśle zaś od księstwa raciborskiego i tzw. "państwa rybnickiego".
O dawnym rolniczym charakterze tej miejscowości świadczy herb (związany snop zboża prosto stojący na tle dwóch skrzyżowanych cepów). Nazwa tej osady wywodzi się niewątpliwie od imienia Gothard. W dokumencie księcia Przemysława na Raciborzu występował w r. 1290-1293, rycerz Gothard nazwany w 1291 r. chorążym księcia (prawdopodobny założyciel Gotartowic). W dniu 1 września 1473 r. zaświadczył Wacław – książę na Opawie i Raciborzu‚ pan na Pszczynie, że Jan Striekowski oddał mieszczanom Żor łaźnię w tym stanie, w jakim ją nabył 7 kwietnia 1448 r. od wójta. Świadkiem tej umowy był między innymi rycerz Jakub z Gotartowic. Do 1540 r. Gotartowice należały do kanclerza księstwa raciborskiego, Zygmunta Wyskota pana na Wodnikach. Od 1540 r. były posiadłością wdowy Wacława Hnedecza, córki Wacława Czarneckiego, chociaż jeszcze w 1565 r. w żorskim dokumencie można było przeczytać "Zygmunt na Gotartowicach". W roku 1652 drogą kupna Gotartowice nabył Bernard Oppersdorff, który 5 stycznia 1682 r. sprzedał "państwo rybnickie" (w tym Gotartowice) Juliannie Konstancji, wdowie po Węgierskim za 60.300 złotych tytułem przejętych długów i 40.000 zł w gotówce. Z kolei hr. Węgierska i jej syn Karol Gabriel sprzedali wsie: Gotartowice, Kłokocin i Rowień wymienionemu już hr. Oppersdorff. W latach 1700–1719 właścicielem Gotartowic był Rudolf Gaschin, a po nim Karol Węgierski. W 1788 r. król pruski Fryderyk Wilhelm II kupił "państwo rybnickie", w skład którego wchodziły także Gotartowice za 400.000 talarów i 500 dukatów kluczowego. Od 1846 do 1870 roku dzierżawił dobra gotartowickie rotmistrz Karol Zawadzki, powierzając opiekę nad nimi Karolowi Knobl. Od 1870 r. Gotartowice były w dzierżawie Maxa Knobla (występował jako rotmistrz w 1910 r.). W protokole powizytacyjnym w 1654 r. podano, że dwór gotartowicki oddawał proboszczowi z Boguszowic dziesięciny z wszystkich zbóż (dochody z czterech stawów położonych w Gotartowicach). Gotartowice posiadały w roku:
- 1679 – 8 siedlaków
- 1784 – 3 siedlaków, 10 zagrodników, dwór i młyn
- 1701 – 4 siedlaków robotnych (pańszczyźnianych – uwaga wł.), 2 zagrodników rolnych, 6 zagrodników robotnych (pańszczyźnianych – uwaga wł.), 50 chałupników
- 1819 – 7 budynków dworskich‚ 5 zagrodników siedlaczych, 5 gospodarstw zagrodniczych, 3 gospodarstwa chałupnicze, młyn i owczarnia
- 1825 –  24 domy, 226 mieszkańców
- 1840 – 433 mieszkańców
- 1865 – 1 siedlak, 6 zagrodników, 50 chałupników
- 1907 – 923 mieszkańców
- 1910 - 1021 mieszkańców.

Mieszkańcy wsi w poł. XIX wieku czerpali swoje dochody z rolnictwa, wielu pracowało w lasach państwowych oraz w miejscowej hucie. Domy mieszkalne i gospodarskie były drewniane. Dopiero w 1887 r. miejscowy karczmarz Wojciech Kaczmarczyk wybudował we wsi pierwszy masywny murowany dom.
W 1792 r. nad rzeką Rudą powstały dwie fryszerki, które przeszły w tym samym roku drogą kupna na własność państwa pruskiego (fiskus). W ich organizacji brał udział radca hutniczy (niem. Hüttenrat) Ephraim Ludwig Gottfried Abt (1752-1819). W 1796 r. z kwoty 5.000 talarów wybudowano nowe budowle (budowa mostu – 101 talarów, urządzenia hutnicze – 827 talarów). Z licytacji przeprowadzonej w 1803 r. wynika, że fryszerki gotartowickie znajdowały się w dobrym stanie. Rudę sprowadzano z Pilchowic, Piekar i Tarnowskich Gór, a częściowo dostarczała ją dolina rzeki Rudy. W 1824 r. przebudowano hutę – uruchomiono 4 fryszerki, 2 młotownie (kuźnice), wybudowano dwie masywne szopy na węgiel oraz dwa masywne domy mieszkalne dla robotników.
W nocy z dnia 25 na 26 sierpnia 1826 r. uderzył w hutę grom, który zniszczył wszystkie zabudowania. Jednak już w grudniu tego roku hutę odbudowano i oddano do użytku.
Fryszownia w Gotartowicach produkowała w latach:
- 1859 – 2.215 ton żelaza sztabowego
- 1860 – 2.486 ton żelaza sztabowego
- 1861 – 1.938 ton żelaza sztabowego.

Około 1865 r. należało do huty 31 gospodarstw domowych, 168 mieszkańców i 15 domów prywatnych. W roku 1864 państwowe zakłady w Rybnickiem przeszły w ręce prywatne – nabył je Izydor Mamroth. Istniały wtedy 4 zakłady hutnicze, mianowicie w Gotartowicach, Ligockiej Kuźni, Paruszowcu i Kuźni Rybnickiej. W roku 1872 zakłady te dostały się w posiadanie "Górnośląskiego Towarzystwa Akcyjnego Walcowni Żelaza". Wkrótce nabyli je na przymusowej licytacji Salamon i Kasper Lachman, którzy je prowadzili pod nazwą "Firma Lachman, zakłady hutnicze i sztancownia". W 1886 r. hutę gotartowicką nabył dzierżawca domeny państwowej i rotmistrz Max Knobl z Gotartowic. Huta została przebudowana, a następnie z dużym zyskiem sprzedana Louisowi Ricsefeldowi pod nazwą "Pierwsze Górnośląskie Zakłady Naczyń Emaliowanych". Od roku 1891 właścicielem hut była firma Bertina i Kaspra. Ludność Gotartowic była zawsze  ludnością polską, brała czynny udział we wszystkich walkach narodowo – społecznych w powiecie rybnickim. W świetle urzędowej statystyki należały do najbardziej polskich wsi w Rybnickiem. Według przeprowadzonego 1 grudnia 1910 r. spisu ludności, ludność tego regionu w 88,9% posługiwała się językiem polskim. Dowodem polskości Gotartowic był plebiscyt przeprowadzony w dniu 20 marca 1921 r. Za pomocą kartki w olbrzymiej większości ludność tej miejscowości wyraziła swoje polskie credo narodowe. Na 535 ważnych kartek, 488 miało nadruk "Polska – Polen", co stanowi 91,2 proc.